# El clan de Balá
El clán de Balá fue un programa cómico emitido por canal 13 en la década del 60".
El programa trataba de un hijo (Carlos Balá), que siempre se metía en problemas y/o arruinaba algo que podía ser beneficiante para la familia., estos problemas siempre enojaban al padre (Adolfo Linvel), y su madre (Blanca del Prado), le decía a su hijo que no se metiera en problemas., pero la hija (Silvia Balán), era la más inteligente.
Actualmente se transmite por el canal Volver los sábados a las 6:30 AM.

## Elenco
- Carlos Balá (Carlitos)
- Natacha Nohani (La hermana)
- Osvaldo Canónico (El conde, novio de la hermana)
- Blanca del Prado (La madre)
- Adolfo Linvel (El padre)

## Ficha técnica
- Vestuario: Susana Latou
- Escenografía: Elida Hernández
- Iluminación: Néstor Montalenti / José V. Barcia
- Dirección: Horacio Parissoto / Manuel Vicente

## Guionistas
- Carlos Garaycochea
- Jorge Basurto
- Juan Carlos Mesa